# Luís Filipe Castro Mendes
Luís Filipe Carrilho de Castro Mendes GOIH • ComM • GCM (Idanha-a-Nova, Idanha-a-Nova, 21 de novembro de 1950) é um diplomata, escritor, poeta, ficcionista  e político português.
Foi ministro da Cultura do XXI Governo Constitucional de Portugal de abril de 2016 a outubro de 2018.

## Biografia
Licenciado em Direito pela Faculdade de Direito da Universidade de Lisboa (1974), seguiu a carreira diplomática, desenvolvendo a partir de 1975 a sua actividade, sucessivamente em Luanda, Madrid e Paris.
Estreou-se cedo como poeta (1965-1967), ao publicar poemas no suplemento juvenil do Diário de Lisboa e no suplemento literário do diário República. Começou a publicar poesia em livros na década de 80. Recados (1983) é uma “obra onde se impõem desde logo duas das mais marcantes características da sua poesia: o virtuosismo no tratamento de formas poéticas tradicionais e a intertextualidade”.
Desde 2022, é sócio correspondente da Classe de Letras da Academia das Ciências de Lisboa (1.ª Secção - Literatura e Estudos Literários).

## Obras

### Poesia
- Gestos. [?]
- 1983 - Recados.
- 1985 - Seis elegias e outros poemas.
- 1991 - A Ilha dos Mortos.
- 1993 - Viagem de Inverno.
- 1994 - O Jogo de fazer versos.
- 1996 - Modos de música.
- 1997 - Quadras ao gosto pessoano.
- 1998 - Outras canções.
- 1999 - Poesia reunida : 1985-1999 : com o livro inédito Os amantes obscuros.
- 2001 - Os Dias inventados.
- 2007 - Os amantes obscuros : poemas escolhidos (1985-2001). – Ed. bilingue, em português e dinamarquês.
- 2011 - Lendas da Índia. - Prémio António Quadros[6]
- 2014 - A misericórdia dos mercados.
- 2016 - Outro Ulisses regressa a casa.

### Ficção
- 1984 - Areias escuras.
- 1995 - Correspondência secreta.[7]

### Ensaio
- «Depois da queda: as organizações europeias face a um sistema internacional em mudança (1989-1993)», in Política Internacional, vol. 1, n.º 7/8 (outono 1993).

## Condecorações
- Grande-Oficial da Ordem do Infante D. Henrique de Portugal (18 de março de 1986)[8]
- Comendador da Ordem do Mérito de Portugal (12 de setembro de 1991)[8]
- Grã-Cruz da Ordem do Mérito de Portugal (28 de janeiro de 2003)[8]